# Чета (Империја)
Чета је насеље у Италији у округу Империја, региону Лигурија.
Према процени из 2011. у насељу је живело 26 становника. Насеље се налази на надморској висини од 803 м.